# Maren, Södertälje

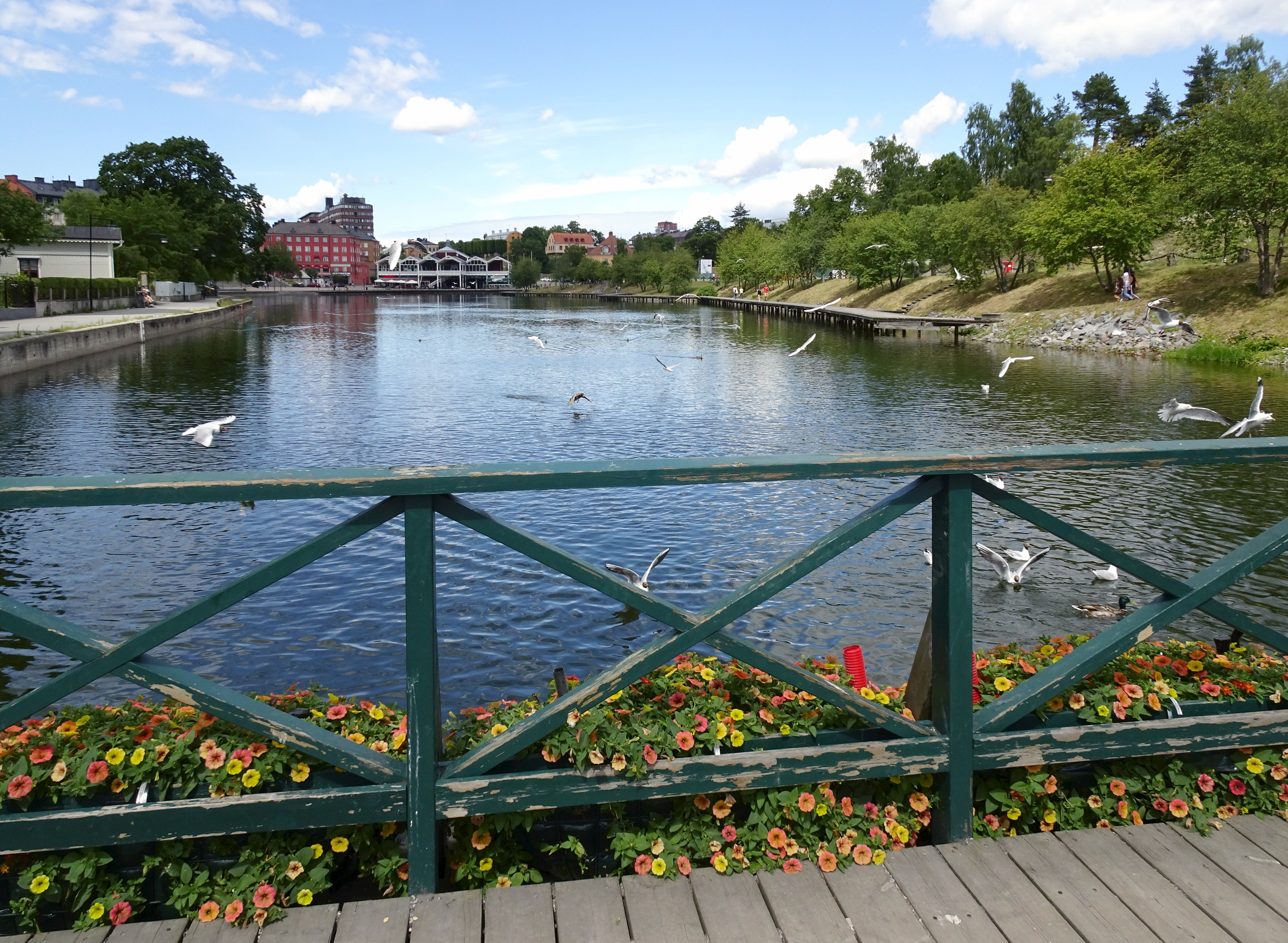
Inre Maren sedd från Marenbron.

Maren är en sjö i centrala Södertälje i östra Södermanland. Sjön är idag sammangrävd med östersjödelen av Södertälje kanal, vilket innebär att sjöns vatten är bräckt. Maren ligger mellan Slussholmen och Strandgatan och vid dess ena ände ligger Marenplan.

## Historik

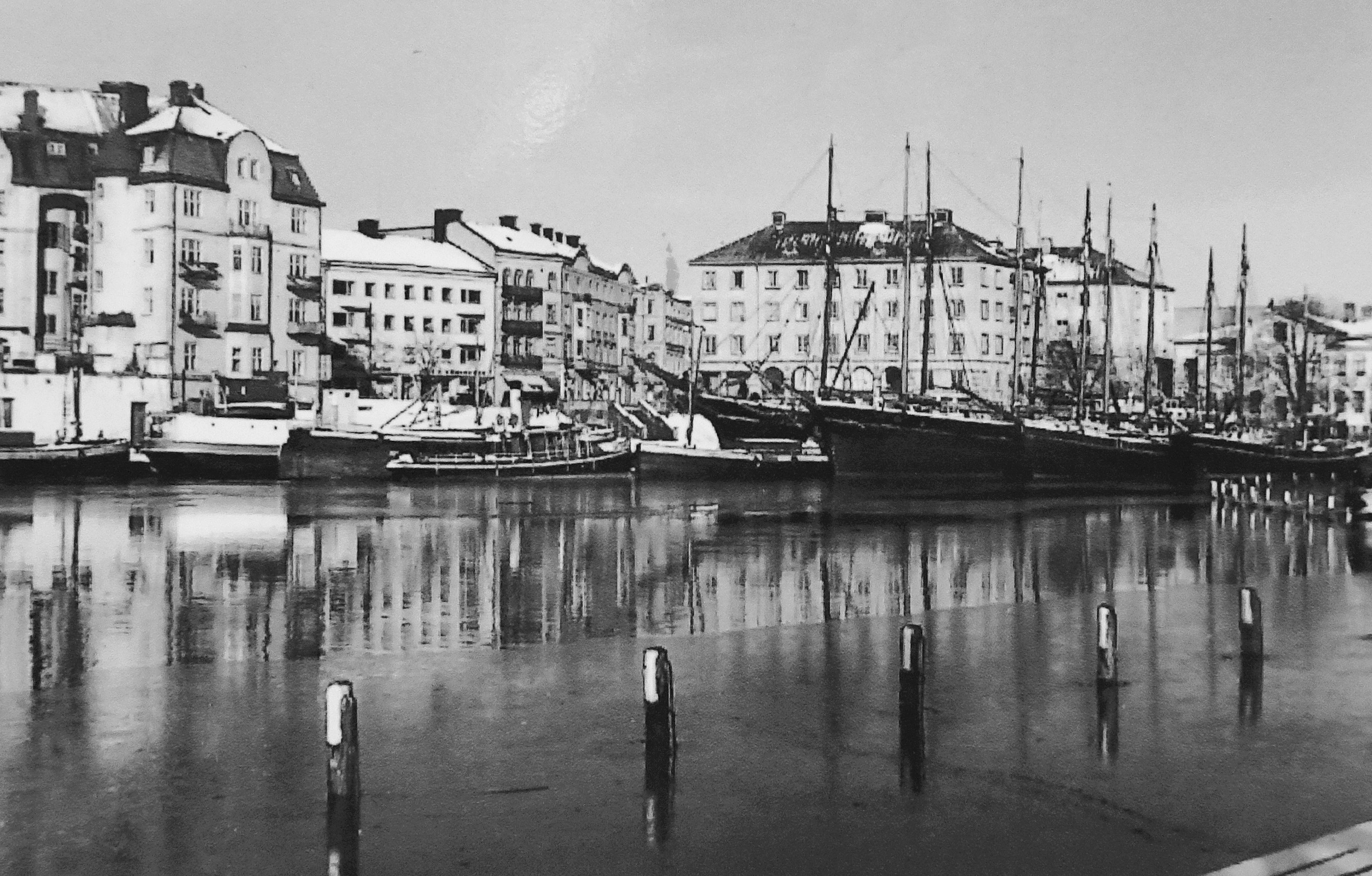
Inre Maren på 1940-talet.

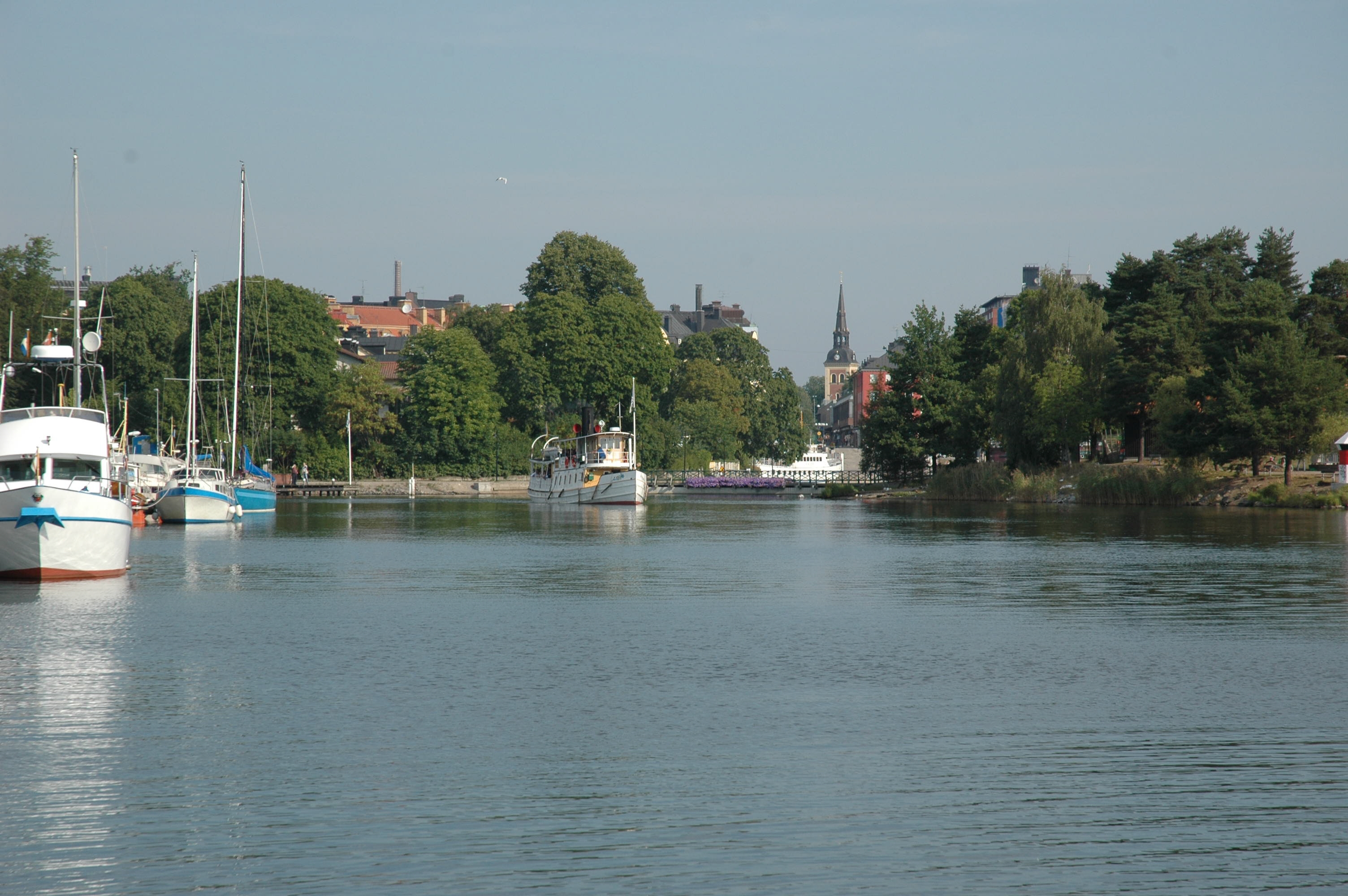
Yttre Maren i Södertälje.

Maren är en rest av det vattendrag som på forntiden fanns mellan Östersjön och Mälaren. Inre Maren kallades tidigare Stadshamnen och var Södertäljes viktigaste hamn fram till 1880-talet. Fram till mitten av 1940-talet fungerade inre Maren fortfarande som innerstadshamn och var främst vinterhamn för skutor. Sjötransporterna upphörde först när Marenbron anlades 1963 och spärrade vattenvägen. Bron, som var avsedd att vara ett provisorium, revs år 1993. Dagens Marenbron är en mindre konstruktion för gång- och cykeltrafik.

## Maren idag
Det fanns planer från kommunens sida att fylla igen delar av Maren för att bygga ett köpcentrum. 600 nya bostäder, nytt parkeringshus under jorden och en kraftigt minskad vattenyta ingick i förslaget som hade utarbetats av ett brittiskt konsultföretag på uppdrag av kommunen. Planerna på att bygga köpcentrum i och runt inre Maren stötte på stort lokalt motstånd.  I maj 2006 sade kommunstyrelsen "nej" till förslaget.
Södertäljes gästhamn ligger intill Tullbacken i yttre Maren. Det är en mycket populär gästhamn, mycket på grund av det strategiska läget. I närheten av gästhamnen ligger centralstationen Södertälje C, och slussen som förbinder Östersjön och Mälaren.